# Stelios Papafloratos
Stelios Papafloratos (griechisch Στέλιος Παπαφλωράτος, * 27. Januar 1954) ist ein ehemaliger griechischer Fußballtorhüter.

## Spielerkarriere
Papafloratos spielte seine gesamte Profikarriere bei Aris Thessaloniki. Er konnte in den Jahren als Stammtorhüter der Mannen aus Thessaloniki keinen Titel erringen.
International spielte Papafloratos zweimal für die griechische Nationalmannschaft. Er nahm an der Fußball-Europameisterschaft 1980 in Italien teil und schied mit dem Team als Gruppenletzter in der Vorrunde aus.